# 6429 Brâncuși
6429 Brâncuși, cu denumirea internațională 6429 Brancusi. este un asteroid din centura principală de asteroizi.

## Descriere
6429 Brâncuși este un asteroid din centura principală de asteroizi. A fost descoperit pe 26 martie 1971 la Observatorul Palomar de Cornelis Johannes van Houten, Ingrid van Houten-Groeneveld și Tom Gehrels. Asteroidul prezintă o orbită caracterizată de o semiaxă mare de 2,15 ua, o excentricitate de 0,19 și o înclinație de 3,7° în raport cu ecliptica.

## Denumire
Asteroidul poartă numele sculptorului și fotografului român Constantin Brâncuși (1876–1957), unul dintre cei mai influenți sculptori ai secolului al XX-lea. 